# Шиллинг, Маврикий Фабианович
Маврикий Фабианович Шиллинг (1872—1934) — российский дипломат, директор канцелярии МИД, секретарь российского посольства в Вене, Париже, Ватикане.

## Биография
Родился в Санкт-Петербурге в семье Фабиана Густавовича фон Шиллинга (1830—1917) и Екатерины Михайловны Нирод (1850—1874). Его мать умерла через четыре года после свадьбы, оставив мужу двух детей — двухлетнего Морица (Маврикия) и годовалую Генриетту.
Из-за частых болезней Маврикия семья подолгу жила на курортах Швейцарии и Германии. После отставки отца, в 1884 семья переехала в Москву, где Маврикий поступил в частную гимназию Л. И. Поливанова. В 1891 после окончания гимназии он поступил на юридический факультет Московского университета.

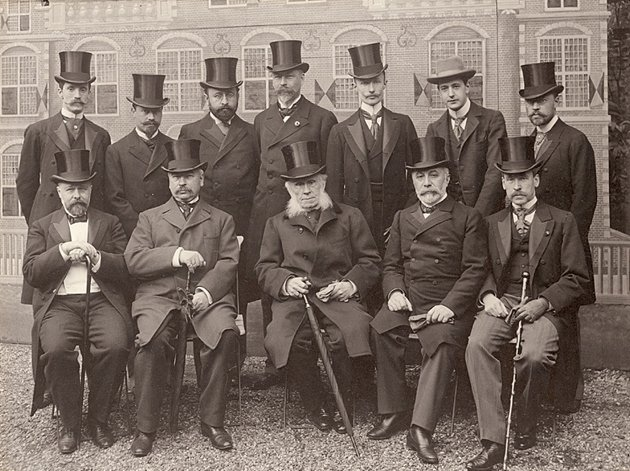
Российская делегация на Гаагской конференции 1899 года. М. Ф. Шиллинг стоит третьим справа.

В 1894 зачислен в МИД. В 1898 назначен в Вену вторым секретарем российского посольства. В этом же качестве он участвовал в заседаниях Гаагской мирной конференции (1899).
С 1902 по 1908 представитель российского консульства в Ватикане.
В 1908 г. с группой российских дипломатов и лиц, живущих в Риме, организовал «Кружок поощрения молодых русских художников». Целью кружка было оказание помощи молодым русским художникам, «которые проявляют дарование и под условием своевременной поддержки могут впоследствии занять почетное место в области отечественного искусства». Кружок выдавал художникам в течение определенного срока ежемесячное пособие, предоставлял дешевую или бесплатную мастерскую в Риме, назначал награды за художественные произведения, устраивал выставки-продажи картин.
C 1908 по 1910 первый секретарь посольства в Париже.
В 1910 возвратился в Россию и был назначен директором канцелярии и 1-го политического отдела МИД.
В 1912 назначен камергером Высочайшего Двора и стал сенатором. В это время он занимался проектами пересмотра обязанностей русских послов и консулов за границей в отношении русских подданных.
Вышел в отставку в 1916 году, получив чин гофмейстера. После революции 1917 года принимает решение покинуть Россию, через Стокгольм уехал вначале в Лондон, затем в Париж.
В 1918—1919 работал в дипломатической комиссии организации Русское политическое совещание (РПС) — организации, представлявшей за рубежом Белое движение, а также зарубежные структуры бывшей Российской империи, не признавших Советскую власть.
Скончался в Париже в 1934, похоронен на русском кладбище Сент-Женевьев-де-Буа.